# シャビエル・リバス
シャビエル・リバス・センテリェス（Xavier Ribas Centelles、1976年2月16日 - ）は、スペイン・バルセロナ県タラサの男子フィールドホッケー選手。スペイン代表。

## 経歴
1976年にバルセロナ県タラサに生まれた。タラサは1992年に1992年バルセロナオリンピックのホッケー競技が開催されるなど、スペインでも特にフィールドホッケーが盛んな町である。
1998年にオランダのユトレヒトで開催されたワールドカップに出場し、スペイン代表は銀メダルを獲得した。2000年にはオーストラリアのシドニーで開催された2000年シドニーオリンピックホッケー競技に出場し、スペイン代表は9位となった。
2003年には南アフリカのヨハネスブルクで開催されたホッケー・チャンピオンズチャレンジに出場し、スペイン代表は優勝した。2004年にはギリシャのアテネで開催された2004年アテネオリンピックホッケー競技に出場し、スペイン代表は4位となった。
2005年にドイツのライプツィヒで開催されたヨーロッパ選手権に出場し、スペイン代表は金メダルを獲得した。2006年にドイツのメンヒェングラートバッハで開催されたワールドカップに出場し、スペイン代表は3位となった。2007年にはイギリスのマンチェスターで開催されたヨーロッパ選手権に出場し、スペイン代表は銀メダルを獲得した。2008年には中国の北京で開催された2008年北京オリンピックホッケー競技に出場し、スペイン代表は銀メダルを獲得した。